# Bahía Remolque
Bahía Remolque (en inglés: Tow Bay) es una pequeña bahía de 0,4 kilómetros de largo, ubicada al sur de la punta Vulcano y al oeste del cerro Lucifer en la costa noroeste de la isla Candelaria del archipiélago Candelaria en las Islas Sandwich del Sur.
La bahía fue cartografiada y nombrada en 1930 por el personal de Investigaciones Discovery a bordo del RRS Discovery II.
La isla nunca fue habitada ni ocupada, y como el resto de las Sandwich del Sur es reclamada por el Reino Unido que la hace parte del territorio británico de ultramar de las Islas Georgias del Sur y Sandwich del Sur, y por la República Argentina, que la hace parte del departamento Islas del Atlántico Sur dentro de la provincia de Tierra del Fuego, Antártida e Islas del Atlántico Sur.